# Свитин, Родион Фёдорович
Родион Фёдорович Свитин (около 1755—после 1804) — офицер Российского императорского флота, участник русско-шведской войны 1788—1790 годов, Гогландского, Эландского, Ревельского и Выборгского морских сражений. Георгиевский кавалер, генерал-майор флота, капитан над Архангельским портом.

## Биография
Родился около 1755 года. 28 марта 1768 года поступил в Морской корпус кадетом. В 1773 году произведён в гардемарины, ежегодно плавал в Балтийском море. В 1774 году на 38-пушечном пинке «Святой Евстафий» вышел из Архангельска в Балтийские порты. Дойдя до Данцига, пинк остался там зимовать. В 1775 году на том же пинке перешёл в Кронштадт, куда из Пернова в течение навигации перевозил зерно. 22 августа 1775 года произведён в мичманы. В 1776 году на 32-пушечном фрегате «Счастливый», в составе отряда капитана 1-го ранга Я. Ф. Сухотина, перешёл из Архангельска в Ревель. В том же году был командирован в Таганрог. В 1776—1780 годах ежегодно плавал в Азовском и Чёрном морях. 1 января 1779 года произведён в лейтенанты. В 1780 году переведён из Таганрога в Кронштадт.
В июле 1780 года отправился из Кронштадта в Средиземное море на 66-пушечным линейном корабле «Слава России» (командир — капитан 1 ранга И. А. Баскакова) в составе эскадры кораблей бригадира И. А. Борисова. 23 октября 1780 года корабль попал в сильнейший шторм, оторвался от эскадры и его начало сносить к береговым скалам. Отданные два якоря не удержали корабль, и он был выброшен на прибрежные скалы острова Лажа-Лингер в 8 милях от Тулона. Корабль разбился, 11 человек погибли, но 446 членов экипажа спаслись. После гибели корабля Свитин, вместе с командой разбившегося корабля прибыл в Ливорно и поступил на 32-пушечный фрегат «Святой Патрикий», на котором возвратился в Кронштадт. 12 января 1782 года по определению Адмиралтейств-коллегии, за потерю корабля «Слава России» «со времён отправления его на одном из своих портов, даже до крушения онаго велено компанию не считать ни к получению ордена, ни к пенсиону».
В 1782—1784 годах плавал из Кронштадта до Ливорно и обратно на 74-пушечном линейном корабле «Царь Константин» в составе эскадры вице-адмирала В. Я. Чичагова. 21 апреля 1785 года произведён в капитан-лейтенанты. В 1786 и 1787 годах командовал придворной яхтой «Алексей», плавал в Балтийском море.
Участник русско-шведской войны 1788—1790 годов. 6 июля 1788 года на 74-х пушечном линейном корабле «Святая Елена» участвовал в Гогландском сражении и при сожжении под Свеаборгом неприятельского корабля «Густав Адольф». В 1789 году на том же корабле был в крейсерстве с флотом в Балтийском море и участвовал в Эландском сражении. В 1790 году назначен командиром 32-пушечного фрегата «Слава», на котором участвовал 2 мая 1790 года в Ревельском сражении и 22 июня в Выборгском сражении. 6 июля 1790 года награждён орденом Святого Георгия 4 класса № 747 (394) за отличие.
В 1791 году продолжал командовать фрегатом «Слава». В 1792—1795 годах командовал 44-пушечным фрегатом «Помощный», плавал между Кронштадтом и Ревелем. В 1796 году, командуя транспортным судном «Нептун» (бывший шведский, взят в плен в 1789 году), плавал от Кронштадта к берегам Англии, в составе эскадры вице-адмирала П. И. Ханыкова. 17 декабря 1796 года произведён в капитаны 2 ранга.
В 1797 году командирован в Архангельск, где принял под командование новопостроенный 74-пушечный линейный корабль «Северный Орёл», на котором в 1798 году, в составе эскадры вице-адмирала Е. Е. Тета, перешёл из Архангельска к берегам Англии и крейсировал в Немецком море у острова Текселя, принимал участие в Голландской экспедиции. 12 октября 1798 года произведён в капитаны 1 ранга.
14 декабря 1800 года назначен советником в комиссариатскую экспедицию. 20 июля 1801 года — в должность капитана над Архангельским портом . 28 марта 1802 года высочайше отрешён от должности за «безчеловечный поступок» с комиссаром 14 класса Гаврилой Лебедевым. 7 июля 1802 года был вновь определён советником в комиссариатскую экспедицию. В 1803 году состоял комиссионером по заготовке провианта в Казани. 10 июня 1804 года уволен от службы с чином генерал-майора.